# Філумен (Хасапіс)
Новомученик Філумен (Хасапіс) (грец. Π. Φιλουμενος ο Κυπριος), 15 жовтня 1913, Нікосія, Кіпр — † 16 листопада 1979, Сихем, Палестина) — новоканонізований православний святий, прославлений в Єрусалимській Церкві. Ігумен грецького православного монастиря Криниця Якова поблизу Самарії в Палестині, міста тепер званого Наблус. Був вбитий.
Святий новомученик Філумен, в миру Софокліс Хасапіс, народився в столиці Кіпру Нікосії 15 жовтня 1913 року. В 1927 році поступив до числа насельників монастиря Ставровуні разом зі своїм братом Олександром. В 1934 році брати приїхали до Єрусалиму і поступили до гімназії Єрусалимської Православної Церкви. Тут через три роки вони прийняли чернечий постриг з іменами Філумен та Елпідіос. Того ж року, 5 вересня, монах Філумен був рукоположений в ієродиякона. Ієромонах Елпідіос згодом був запрошений до Олександрійської Православної Церкви. Після закінчння семинарії в 1939 році святий Філумен ніс різні послушання в Патріархії, декілька років подвизався в лаврі святого Савви. 1 листопада 1944 року він був рукоположений в ієромонаха. До 8 травня 1979 року, коли святий Філумен був призначений ігуменом монастиря при Колодязі Якова в Самарії, він був настоятелем різних грецьких храмів і монастирів у Святій Землі — в Єрусалимі, Яффі, Рамаллі.

## Вбивство та мученицька смерть Святого Філумена
Незадовго до вбивства отця Філумена група людей появилася в монастирі і вимагала усунути хрести та ікони з Колодязя Якова з тієї причини, що символи християнства заважають їм молитися в цьому священному для них місці. Настоятель монастиря відмовився це зробити, нагадавши, що Колодязь Якова був і залишається православною святинею багато сотень років. У відповідь була зроблена погроза, що якщо він не піде звідти, то повинен готуватися до гіршого. Викрикуючи богохульства, непристойності і погрози християнам, фанатики пішли.
В день пам'яті святого апостола Матвія вбивці увірвалися до монастиря. Вони нанесли отцю Філумену сокирою в лице дві хрестообразні рани, викололи йому очі і відрубили по частинам пальці правої руки. Проте вбивства смиренного священнослужителя їм було недостатотнім, вони осквернили ще і саму церкву: розрубали розпяття, розкидали і осквернили священні сосуди і здійснили інші глумливі дії.
Тіло святого Філумена було віднайдене нетлінним .

## Критика мученичеського наративу
Британський публічний центр по справам Ізраїлю заявив, що "грецький монах Філумен був жорстоко вбитий біля колодязя Якова в Наблусі у 1979 році. Поліція провела розслідування, вбивцю було  спіймано і він признався у злочині. Він був євреєм, але не поселенцем. Вбивця був релігійним фанатиком (також він був визнаний винним у вбивстві єврейського лікаря у Тель-Авіві та у вбивстві мусульманина)
Професор Давид Гуревіч та Іска Харані також критикують сформований наратив про єврея вбивцю. Вони допускають антисемітський слід у цьому наративі: "помилкові звинувачення євреїв у скоєнні ритуального вбивства християн, включаючи розп'яття, були відомі з доби Середньовіччя. Можливо той факт, що вбивця був релігійним євреєм, послужив основою для історії, що носила явно антисемітський характер"..